# 努拉古斯
努拉古斯（義大利語：Nuragus），是意大利撒丁大区南撒丁省的一个市镇。总面积19.87平方公里，人口972人，人口密度48.9人/平方公里（2009年）。ISTAT代码为092115。